# Maksat Sajłau
Maksat Kozybagaruły Sajłau (kaz. Мақсат Козыбағарұлы Сайлау; ur. 25 września 2002) – kazachski zapaśnik walczący w stylu klasycznym.
Zajął piąte miejsce na igrzyskach azjatyckich w 2022. Mistrz Azji U-23 w 2023; trzeci w 2024 i 2025. Trzeci na MŚ juniorów w 2022 i mistrz Azji w 2022. Trzeci na MŚ kadetów w 2019, a także mistrz Azji w 2019 roku.